# James Hepburn Bothwell
James Hepburn, pierwszy książę Orkney i czwarty hrabia Bothwell (ur. ok. 1534 - zm. 14 kwietnia 1578), lepiej znany jako Lord Bothwell, był trzecim mężem Marii I Stuart. Został oskarżony o morderstwo drugiego męża Marii, Henryka Stuarta, lecz później był uniewinniony. Jego małżeństwo z Marią I Stuart było kontrowersyjne i podzieliło królestwo. Gdy uciekł przed rosnącą rebelią do Norwegii, został aresztowany i spędził resztę życia w więzieniu w Danii.